# Georges Lecointe (officier)
Pour les articles homonymes, voir Georges Lecointe.
Georges Lecointe est né à Anvers (Belgique) le 29 avril 1869 et mort à Uccle le 27 mai 1929.
Officier d'artillerie, il fut détaché dans la marine française où il conquit le grade de lieutenant de vaisseau avant d'être détaché à l'observatoire du Parc Montsouris. Le commandant Adrien de Gerlache le désigna comme commandant en second de la Belgica, le navire polaire belge qui effectua le premier hivernage en Antarctique (1897-1899).
Chargé des travaux d'hydrographie (sondages) et d'astronomie, il reprit les travaux d'observations de la physique du globe lors du décès d'Émile Danco. Il devint, en 1900, directeur scientifique du service d'astronomie de l'Observatoire royal de Belgique, à Uccle, dont il devint directeur général après la Première Guerre mondiale. Il resta directeur de l'observatoire jusqu'en 1925.
Il fut vice-président de l'Union astronomique internationale de 1919 à 1922.
Il mourut à Uccle en 1929.
Il publia un livre relatant l'expédition de la Belgica, Au pays des manchots (Scheppens, 1904).
L'astéroïde (3755) Lecointe porte son nom.

## Ouvrages
- Georges Lecointe et Emile Danco, Physique du globe : mesures pendulaires, Imprimerie J.E. Buschmann (Anvers), 1907. Texte en ligne disponible sur LillOnum
- Biographie du baron Henri van Zuylen van Nyevelt, commandant en second du navire-école Comte de Smet de Naeyer, O. Schepens, 1907.